# 鄭烘原
鄭烘原（：／ Chung Hong-Won，1944年10月9日—），韩国政治人物，生于庆尚南道河东，前任韩国总理。
郑烘原毕业于成均馆大学法学院，曾先后担任釜山地方检察厅检察官、法务研修院院长、大韩法律救助公团理事长、新国家党公职候选人推荐委员会委员长等。
2013年2月8日，韩国候任总统朴槿惠提名郑烘原为国务总理候选人。2月26日，大韩民国国会投票通过总统朴槿惠的任命动议案，翌日，获朴槿惠正式任命。
2014年4月27日，因世越号沉没事故引咎辞职，惟朴槿惠以先處理搜救沉船工作為由決定在事故完結後才受理其辭職。但在安大熙、文昌克两位总理候选人因不当言行先后放弃提名之后，朴槿惠于6月26日宣布不受理国务总理郑烘原辞职，郑烘原得以继续留任。但这一决定引起韩国舆论的质疑。